# Axel Wilke
Axel Wilke (* 16. September 1963 in Lahnstein) ist ein ehemaliger deutscher Politiker (CDU).

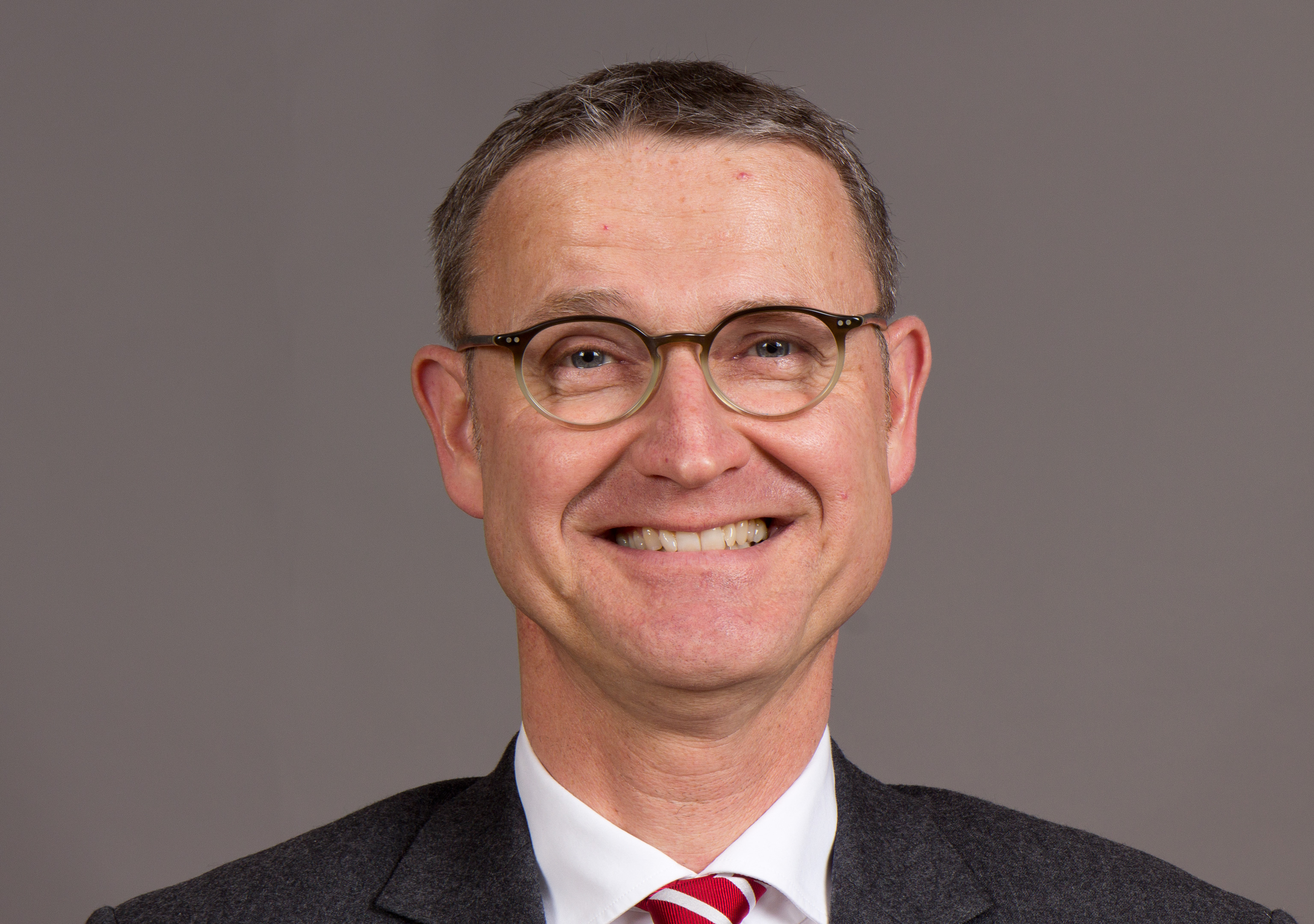
Axel Wilke (2014)

## Leben und Beruf
Nach dem Abitur 1981 in Speyer studierte Wilke Jura in Regensburg, Mannheim, Lausanne und Saarbrücken. 1990 legte er das zweite Staatsexamen ab und zwei Jahre später promovierte er. Von 1991 bis 1997 war er Notarassessor, ehe er sich in Ludwigshafen am Rhein als selbständiger Notar niederließ.

## Politik
1985 trat Wilke der CDU bei. Seit 1994 ist er Mitglied im Stadtrat von Speyer. 2006 wurde er in den rheinland-pfälzischen Landtag gewählt. Dort war er rechtspolitischer Sprecher der CDU-Landtagsfraktion. Nach einer Affäre um einen Sparkassenkredit für seine Tochter kündigte er im Jahr 2015 seinen Rückzug aus der Landespolitik an.